# Maurice Van Damme
Maurice Van Damme fue un deportista belga que compitió en esgrima, especialista en la modalidad de florete. Participó en los Juegos Olímpicos de París 1924, obteniendo dos medallas, plata en la prueba por equipos y bronce en la prueba individual.

## Palmarés internacional
| Juegos Olímpicos | Juegos Olímpicos | Juegos Olímpicos  | Juegos Olímpicos    |
| Año              | Lugar            | Medalla           | Prueba              |
| ---------------- | ---------------- | ----------------- | ------------------- |
| 1924             | París (Francia)  | Medalla de plata  | Florete por equipos |
| 1924             | París (Francia)  | Medalla de bronce | Florete individual  |